# Ostrowo (województwo warmińsko-mazurskie)
Ostrowo (niem. Ostrowen, 1938–1945 Mühlhof) – osada w Polsce położona w województwie warmińsko-mazurskim, w powiecie gołdapskim, w gminie Dubeninki.
W latach 1975–1998 miejscowość administracyjnie należała do województwa suwalskiego.
W miejscowości brak zabudowy. Na zdjęciu satelitarnym widoczne są zarysy po budynkach.